# Francisco de Paula Milán

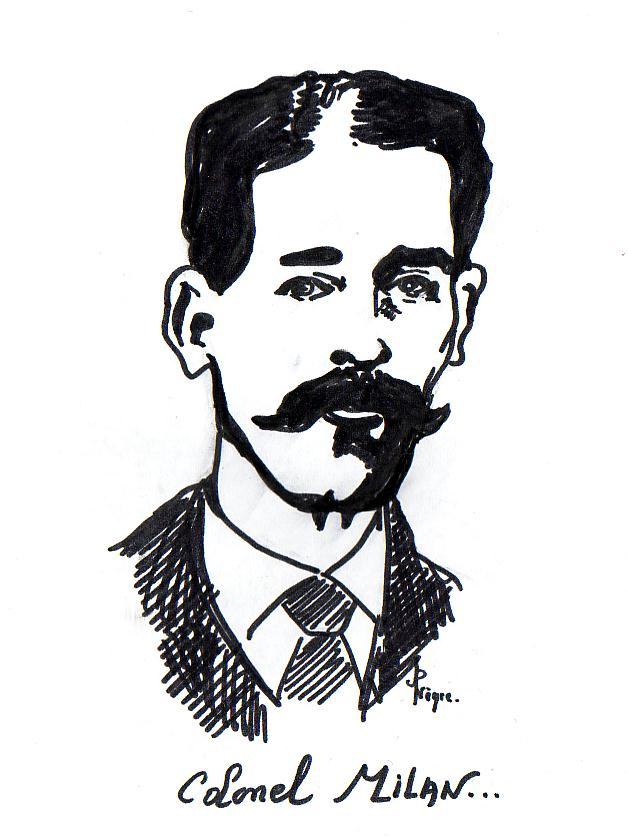
Coronel Francisco de P. Milán nach einer alten Fotografie

Francisco de Paula Milán (* 1821; † 8. Mai 1883 in Xalapa, Veracruz) war ein Offizier der mexikanischen Armee aus der Gruppe der Liberalen, die für die Sache von Benito Juárez kämpften.

## Leben
Milán absolvierte ein Jurastudium an der Universität von Puebla. Im Jahre 1847 trat er in die Nationalgarde und beteiligte sich an der Verteidigung des Hafens von Veracruz und anderen Aktionen gegen die amerikanischen Invasoren, wofür er zweimal im Gefängnis saß.
Er kämpfte im mexikanischen Reformkrieg (1857–1861) gegen die Konservativen und im Rahmen der französischen Intervention in Mexiko.
Im Jahre 1862 hatte er am großen mexikanischen Sieg bei der Schlacht vom 5. Mai (Festung Puebla) Anteil. Er wurde danach, laut Mitteilung vom 7. Februar 1863, Militärbefehlshaber von Veracruz. Mit seinem Kommando über eine kleine Armee überraschte und vernichtete er am 30. April 1863 im Gefecht von Camerone eine kleine Gruppe der Fremdenlegion. Hierbei befehligte Milán: 1200 Soldaten aus den Armeebataillonen und 600 Mann aus den Kavallerie-Hilfstruppen. Dazu kamen drei Infanterie-Bataillone von jeweils 400 Männern, und zwar das von Córdoba unter dem Kommando des Oberstarztes Francisco Talavera, das von Xalapa unter dem Kommando von Coronel Ismael Terán und das von Veracruz unter dem Kommando von Coronel Rafael Estrada.
Laut der offiziellen Biographie wurde Milán 1866 Gouverneur des Bundesstaates Veracruz.
Nach dem Rückzug der französischen Truppen aus Mexiko im Jahr 1867 unterstützte Milán den Habsburger Erzherzog Ferdinand Maximilian von Österreich bei der Belagerung und Besetzung des Hafens von Veracruz.
Nach dem Sieg der Republik widmete sich Milán dem Handel. Er komponierte die Operette La Amiga de las Niñas.